# Spiraea bella
Spiraea bella är en rosväxtart som beskrevs av John Sims. Spiraea bella ingår i släktet spireor, och familjen rosväxter.

## Underarter
Arten delas in i följande underarter:
- S. b. fastigiata
- S. b. pubicarpa